# 1293
Portal Geschichte | Portal Biografien | Aktuelle Ereignisse | Jahreskalender | Tagesartikel

◄ |
12. Jahrhundert |
13. Jahrhundert
| 14. Jahrhundert | ►

◄ |
1260er |
1270er |
1280er |
1290er
| 1300er | 1310er | 1320er | ►

◄◄ |
◄ |
1289 |
1290 |
1291 |
1292 |
1293
| 1294 | 1295 | 1296 | 1297 | ► | ►►
Staatsoberhäupter  · Nekrolog
| Januar | Januar | Januar | Januar | Januar | Januar | Januar | Januar |
| Kw     | Mo     | Di     | Mi     | Do     | Fr     | Sa     | So     |
| ------ | ------ | ------ | ------ | ------ | ------ | ------ | ------ |
| 1      |        |        |        | 1      | 2      | 3      | 4      |
| 2      | 5      | 6      | 7      | 8      | 9      | 10     | 11     |
| 3      | 12     | 13     | 14     | 15     | 16     | 17     | 18     |
| 4      | 19     | 20     | 21     | 22     | 23     | 24     | 25     |
| 5      | 26     | 27     | 28     | 29     | 30     | 31     |        |

| Februar | Februar | Februar | Februar | Februar | Februar | Februar | Februar |
| Kw      | Mo      | Di      | Mi      | Do      | Fr      | Sa      | So      |
| ------- | ------- | ------- | ------- | ------- | ------- | ------- | ------- |
| 5       |         |         |         |         |         |         | 1       |
| 6       | 2       | 3       | 4       | 5       | 6       | 7       | 8       |
| 7       | 9       | 10      | 11      | 12      | 13      | 14      | 15      |
| 8       | 16      | 17      | 18      | 19      | 20      | 21      | 22      |
| 9       | 23      | 24      | 25      | 26      | 27      | 28      |         |

| März | März | März | März | März | März | März | März |
| Kw   | Mo   | Di   | Mi   | Do   | Fr   | Sa   | So   |
| ---- | ---- | ---- | ---- | ---- | ---- | ---- | ---- |
| 9    |      |      |      |      |      |      | 1    |
| 10   | 2    | 3    | 4    | 5    | 6    | 7    | 8    |
| 11   | 9    | 10   | 11   | 12   | 13   | 14   | 15   |
| 12   | 16   | 17   | 18   | 19   | 20   | 21   | 22   |
| 13   | 23   | 24   | 25   | 26   | 27   | 28   | 29   |
| 14   | 30   | 31   |      |      |      |      |      |

| April | April | April | April | April | April | April | April |
| Kw    | Mo    | Di    | Mi    | Do    | Fr    | Sa    | So    |
| ----- | ----- | ----- | ----- | ----- | ----- | ----- | ----- |
| 14    |       |       | 1     | 2     | 3     | 4     | 5     |
| 15    | 6     | 7     | 8     | 9     | 10    | 11    | 12    |
| 16    | 13    | 14    | 15    | 16    | 17    | 18    | 19    |
| 17    | 20    | 21    | 22    | 23    | 24    | 25    | 26    |
| 18    | 27    | 28    | 29    | 30    |       |       |       |

| Mai | Mai | Mai | Mai | Mai | Mai | Mai | Mai |
| Kw  | Mo  | Di  | Mi  | Do  | Fr  | Sa  | So  |
| --- | --- | --- | --- | --- | --- | --- | --- |
| 18  |     |     |     |     | 1   | 2   | 3   |
| 19  | 4   | 5   | 6   | 7   | 8   | 9   | 10  |
| 20  | 11  | 12  | 13  | 14  | 15  | 16  | 17  |
| 21  | 18  | 19  | 20  | 21  | 22  | 23  | 24  |
| 22  | 25  | 26  | 27  | 28  | 29  | 30  | 31  |

| Juni | Juni | Juni | Juni | Juni | Juni | Juni | Juni |
| Kw   | Mo   | Di   | Mi   | Do   | Fr   | Sa   | So   |
| ---- | ---- | ---- | ---- | ---- | ---- | ---- | ---- |
| 23   | 1    | 2    | 3    | 4    | 5    | 6    | 7    |
| 24   | 8    | 9    | 10   | 11   | 12   | 13   | 14   |
| 25   | 15   | 16   | 17   | 18   | 19   | 20   | 21   |
| 26   | 22   | 23   | 24   | 25   | 26   | 27   | 28   |
| 27   | 29   | 30   |      |      |      |      |      |

| Juli | Juli | Juli | Juli | Juli | Juli | Juli | Juli |
| Kw   | Mo   | Di   | Mi   | Do   | Fr   | Sa   | So   |
| ---- | ---- | ---- | ---- | ---- | ---- | ---- | ---- |
| 27   |      |      | 1    | 2    | 3    | 4    | 5    |
| 28   | 6    | 7    | 8    | 9    | 10   | 11   | 12   |
| 29   | 13   | 14   | 15   | 16   | 17   | 18   | 19   |
| 30   | 20   | 21   | 22   | 23   | 24   | 25   | 26   |
| 31   | 27   | 28   | 29   | 30   | 31   |      |      |

| August | August | August | August | August | August | August | August |
| Kw     | Mo     | Di     | Mi     | Do     | Fr     | Sa     | So     |
| ------ | ------ | ------ | ------ | ------ | ------ | ------ | ------ |
| 31     |        |        |        |        |        | 1      | 2      |
| 32     | 3      | 4      | 5      | 6      | 7      | 8      | 9      |
| 33     | 10     | 11     | 12     | 13     | 14     | 15     | 16     |
| 34     | 17     | 18     | 19     | 20     | 21     | 22     | 23     |
| 35     | 24     | 25     | 26     | 27     | 28     | 29     | 30     |
| 36     | 31     |        |        |        |        |        |        |

| September | September | September | September | September | September | September | September |
| Kw        | Mo        | Di        | Mi        | Do        | Fr        | Sa        | So        |
| --------- | --------- | --------- | --------- | --------- | --------- | --------- | --------- |
| 36        |           | 1         | 2         | 3         | 4         | 5         | 6         |
| 37        | 7         | 8         | 9         | 10        | 11        | 12        | 13        |
| 38        | 14        | 15        | 16        | 17        | 18        | 19        | 20        |
| 39        | 21        | 22        | 23        | 24        | 25        | 26        | 27        |
| 40        | 28        | 29        | 30        |           |           |           |           |

| Oktober | Oktober | Oktober | Oktober | Oktober | Oktober | Oktober | Oktober |
| Kw      | Mo      | Di      | Mi      | Do      | Fr      | Sa      | So      |
| ------- | ------- | ------- | ------- | ------- | ------- | ------- | ------- |
| 40      |         |         |         | 1       | 2       | 3       | 4       |
| 41      | 5       | 6       | 7       | 8       | 9       | 10      | 11      |
| 42      | 12      | 13      | 14      | 15      | 16      | 17      | 18      |
| 43      | 19      | 20      | 21      | 22      | 23      | 24      | 25      |
| 44      | 26      | 27      | 28      | 29      | 30      | 31      |         |

| November | November | November | November | November | November | November | November |
| Kw       | Mo       | Di       | Mi       | Do       | Fr       | Sa       | So       |
| -------- | -------- | -------- | -------- | -------- | -------- | -------- | -------- |
| 44       |          |          |          |          |          |          | 1        |
| 45       | 2        | 3        | 4        | 5        | 6        | 7        | 8        |
| 46       | 9        | 10       | 11       | 12       | 13       | 14       | 15       |
| 47       | 16       | 17       | 18       | 19       | 20       | 21       | 22       |
| 48       | 23       | 24       | 25       | 26       | 27       | 28       | 29       |
| 49       | 30       |          |          |          |          |          |          |

| Dezember | Dezember | Dezember | Dezember | Dezember | Dezember | Dezember | Dezember |
| Kw       | Mo       | Di       | Mi       | Do       | Fr       | Sa       | So       |
| -------- | -------- | -------- | -------- | -------- | -------- | -------- | -------- |
| 49       |          | 1        | 2        | 3        | 4        | 5        | 6        |
| 50       | 7        | 8        | 9        | 10       | 11       | 12       | 13       |
| 51       | 14       | 15       | 16       | 17       | 18       | 19       | 20       |
| 52       | 21       | 22       | 23       | 24       | 25       | 26       | 27       |
| 53       | 28       | 29       | 30       | 31       |          |          |          |

| Januar | Januar | Januar | Januar | Januar | Januar | Januar | Januar |
| Kw     | Mo     | Di     | Mi     | Do     | Fr     | Sa     | So     |
| ------ | ------ | ------ | ------ | ------ | ------ | ------ | ------ |
| 1      |        |        |        | 1      | 2      | 3      | 4      |
| 2      | 5      | 6      | 7      | 8      | 9      | 10     | 11     |
| 3      | 12     | 13     | 14     | 15     | 16     | 17     | 18     |
| 4      | 19     | 20     | 21     | 22     | 23     | 24     | 25     |
| 5      | 26     | 27     | 28     | 29     | 30     | 31     |        |

| Februar | Februar | Februar | Februar | Februar | Februar | Februar | Februar |
| Kw      | Mo      | Di      | Mi      | Do      | Fr      | Sa      | So      |
| ------- | ------- | ------- | ------- | ------- | ------- | ------- | ------- |
| 5       |         |         |         |         |         |         | 1       |
| 6       | 2       | 3       | 4       | 5       | 6       | 7       | 8       |
| 7       | 9       | 10      | 11      | 12      | 13      | 14      | 15      |
| 8       | 16      | 17      | 18      | 19      | 20      | 21      | 22      |
| 9       | 23      | 24      | 25      | 26      | 27      | 28      |         |

| März | März | März | März | März | März | März | März |
| Kw   | Mo   | Di   | Mi   | Do   | Fr   | Sa   | So   |
| ---- | ---- | ---- | ---- | ---- | ---- | ---- | ---- |
| 9    |      |      |      |      |      |      | 1    |
| 10   | 2    | 3    | 4    | 5    | 6    | 7    | 8    |
| 11   | 9    | 10   | 11   | 12   | 13   | 14   | 15   |
| 12   | 16   | 17   | 18   | 19   | 20   | 21   | 22   |
| 13   | 23   | 24   | 25   | 26   | 27   | 28   | 29   |
| 14   | 30   | 31   |      |      |      |      |      |

| April | April | April | April | April | April | April | April |
| Kw    | Mo    | Di    | Mi    | Do    | Fr    | Sa    | So    |
| ----- | ----- | ----- | ----- | ----- | ----- | ----- | ----- |
| 14    |       |       | 1     | 2     | 3     | 4     | 5     |
| 15    | 6     | 7     | 8     | 9     | 10    | 11    | 12    |
| 16    | 13    | 14    | 15    | 16    | 17    | 18    | 19    |
| 17    | 20    | 21    | 22    | 23    | 24    | 25    | 26    |
| 18    | 27    | 28    | 29    | 30    |       |       |       |

| Mai | Mai | Mai | Mai | Mai | Mai | Mai | Mai |
| Kw  | Mo  | Di  | Mi  | Do  | Fr  | Sa  | So  |
| --- | --- | --- | --- | --- | --- | --- | --- |
| 18  |     |     |     |     | 1   | 2   | 3   |
| 19  | 4   | 5   | 6   | 7   | 8   | 9   | 10  |
| 20  | 11  | 12  | 13  | 14  | 15  | 16  | 17  |
| 21  | 18  | 19  | 20  | 21  | 22  | 23  | 24  |
| 22  | 25  | 26  | 27  | 28  | 29  | 30  | 31  |

| Juni | Juni | Juni | Juni | Juni | Juni | Juni | Juni |
| Kw   | Mo   | Di   | Mi   | Do   | Fr   | Sa   | So   |
| ---- | ---- | ---- | ---- | ---- | ---- | ---- | ---- |
| 23   | 1    | 2    | 3    | 4    | 5    | 6    | 7    |
| 24   | 8    | 9    | 10   | 11   | 12   | 13   | 14   |
| 25   | 15   | 16   | 17   | 18   | 19   | 20   | 21   |
| 26   | 22   | 23   | 24   | 25   | 26   | 27   | 28   |
| 27   | 29   | 30   |      |      |      |      |      |

| Juli | Juli | Juli | Juli | Juli | Juli | Juli | Juli |
| Kw   | Mo   | Di   | Mi   | Do   | Fr   | Sa   | So   |
| ---- | ---- | ---- | ---- | ---- | ---- | ---- | ---- |
| 27   |      |      | 1    | 2    | 3    | 4    | 5    |
| 28   | 6    | 7    | 8    | 9    | 10   | 11   | 12   |
| 29   | 13   | 14   | 15   | 16   | 17   | 18   | 19   |
| 30   | 20   | 21   | 22   | 23   | 24   | 25   | 26   |
| 31   | 27   | 28   | 29   | 30   | 31   |      |      |

| August | August | August | August | August | August | August | August |
| Kw     | Mo     | Di     | Mi     | Do     | Fr     | Sa     | So     |
| ------ | ------ | ------ | ------ | ------ | ------ | ------ | ------ |
| 31     |        |        |        |        |        | 1      | 2      |
| 32     | 3      | 4      | 5      | 6      | 7      | 8      | 9      |
| 33     | 10     | 11     | 12     | 13     | 14     | 15     | 16     |
| 34     | 17     | 18     | 19     | 20     | 21     | 22     | 23     |
| 35     | 24     | 25     | 26     | 27     | 28     | 29     | 30     |
| 36     | 31     |        |        |        |        |        |        |

| September | September | September | September | September | September | September | September |
| Kw        | Mo        | Di        | Mi        | Do        | Fr        | Sa        | So        |
| --------- | --------- | --------- | --------- | --------- | --------- | --------- | --------- |
| 36        |           | 1         | 2         | 3         | 4         | 5         | 6         |
| 37        | 7         | 8         | 9         | 10        | 11        | 12        | 13        |
| 38        | 14        | 15        | 16        | 17        | 18        | 19        | 20        |
| 39        | 21        | 22        | 23        | 24        | 25        | 26        | 27        |
| 40        | 28        | 29        | 30        |           |           |           |           |

| Oktober | Oktober | Oktober | Oktober | Oktober | Oktober | Oktober | Oktober |
| Kw      | Mo      | Di      | Mi      | Do      | Fr      | Sa      | So      |
| ------- | ------- | ------- | ------- | ------- | ------- | ------- | ------- |
| 40      |         |         |         | 1       | 2       | 3       | 4       |
| 41      | 5       | 6       | 7       | 8       | 9       | 10      | 11      |
| 42      | 12      | 13      | 14      | 15      | 16      | 17      | 18      |
| 43      | 19      | 20      | 21      | 22      | 23      | 24      | 25      |
| 44      | 26      | 27      | 28      | 29      | 30      | 31      |         |

| November | November | November | November | November | November | November | November |
| Kw       | Mo       | Di       | Mi       | Do       | Fr       | Sa       | So       |
| -------- | -------- | -------- | -------- | -------- | -------- | -------- | -------- |
| 44       |          |          |          |          |          |          | 1        |
| 45       | 2        | 3        | 4        | 5        | 6        | 7        | 8        |
| 46       | 9        | 10       | 11       | 12       | 13       | 14       | 15       |
| 47       | 16       | 17       | 18       | 19       | 20       | 21       | 22       |
| 48       | 23       | 24       | 25       | 26       | 27       | 28       | 29       |
| 49       | 30       |          |          |          |          |          |          |

| Dezember | Dezember | Dezember | Dezember | Dezember | Dezember | Dezember | Dezember |
| Kw       | Mo       | Di       | Mi       | Do       | Fr       | Sa       | So       |
| -------- | -------- | -------- | -------- | -------- | -------- | -------- | -------- |
| 49       |          | 1        | 2        | 3        | 4        | 5        | 6        |
| 50       | 7        | 8        | 9        | 10       | 11       | 12       | 13       |
| 51       | 14       | 15       | 16       | 17       | 18       | 19       | 20       |
| 52       | 21       | 22       | 23       | 24       | 25       | 26       | 27       |
| 53       | 28       | 29       | 30       | 31       |          |          |          |

## Ereignisse

### Politik und Weltgeschehen

#### Heiliges Römisches Reich
- 13. Februar: Nach dem Tod von Obizzo II. d’Este, Signore von Ferrara, Modena und Reggio nell’Emilia, bricht ein Bruderkrieg um seine Nachfolge aus.
- Der thüringische Landgraf Albrecht der Entartete verkauft aus Geldnot dem römisch-deutschen König Adolf von Nassau die Landgrafschaft Thüringen für 12.000 Mark Silber.
- Nachdem die aus Holz bestehende Krämerbrücke zum wiederholten Mal ein Raub der Flammen geworden ist, erwirbt der Rat zu Erfurt alle Brückenrechte von den Klöstern, um einen steinernen Neubau zu errichten, der jedoch erst im Jahr 1325 fertiggestellt werden wird.

#### Nord- und Osteuropa

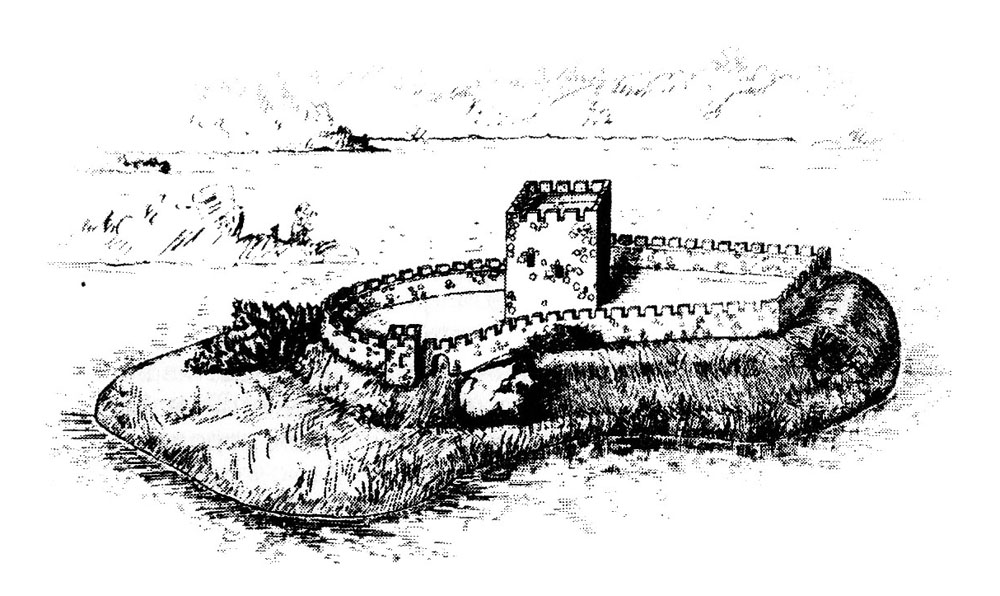
Die Burg im 14. Jh.

- Der schwedische Regent Torgils Knutsson unternimmt den dritten schwedischen Kreuzzug gegen die Republik Nowgorod und marschiert in Karelien ein. Während des Feldzugs errichtet er in der Stadt Wiborg (heute russisch Wyborg) auf einer Insel in der karelischen Landenge die Burg Wiborg.
- Vytenis wird Großfürst von Litauen. In dieser Zeit ist das Großfürstentum Litauen in intensive Auseinandersetzungen mit dem Deutschen Orden, Polen, und den ruthenischen Fürstentümern der ehemaligen Kiewer Rus verwickelt.
- Andrej II. wird Großfürst von Wladimir.

#### Nordafrika und Levante
- Dezember: Nach der Ermordung Chalils durch seinen türkischen Regenten wird sein Bruder Al-Malik an-Nasir Muhammad Sultan der Mamluken aus der Bahri-Dynastie in Ägypten.

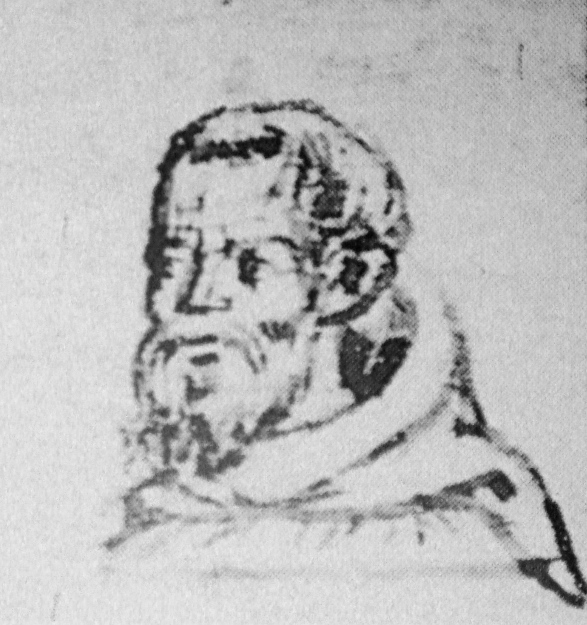
Hethum II. als Franziskaner

- Hethum II. dankt zugunsten seines Bruders Thoros III. als König des Armenischen Königreichs von Kilikien ab und tritt als Bruder Johannes in das Franziskanerkloster von Mamistra ein.

#### Weitere Ereignisse weltweit
- 10. November: Raden Wijaya wird als Kĕrtarājasa Jayawardhana zum ersten Herrscher des südostasiatischen Seereiches Majapahit im heutigen Indonesien.

#### Stadtrechte und urkundliche Ersterwähnungen
- 27. Juni: Verleihung des Stadtrechts an Wittenberg durch den Askanier Herzog Albrecht II. von Sachsen-Wittenberg
- Abstatt, Bärsbach, Bretzenacker, Breuningsweiler, Drösing, Flemsdorf, Frickenhofen, Heiligkreuzsteinach, Leibenstadt, Mutlangen, Öschelbronn, Oppelsbohm, Rettersburg, Steinach, Täferrot, Waldhausen und Wickenrode werden erstmals urkundlich erwähnt.

### Wirtschaft
- 26. September: Die thüringische Burg Waldenfels wird von Heinrich von Mellingen „dem Kloster Georgenthal mit allem Zubehör, nämlich den beiden Dörfern Tambach und Dietharz (…) für 300 Mark üblicher Silbermünze zum ewigen Besitze (…) verkauft“.
- Erwin von Steinbach, Leiter der Bauhütte am Straßburger Münster, wird urkundlich erwähnt (erstmals 1284 und noch einmal 1316).
- In Bologna gibt es eine Papiermühle. Die Papierer in der Mark Ancona bilden bereits eine Zunft.

### Kultur
- 1292/1293: Eine Sammlung von Dantes Jugendlyrik unter dem Titel Vita nuova erscheint in Florenz.

### Religion
- In diesem Jahr gibt es keinen Papst. Nikolaus IV. ist im April des Vorjahres verstorben und während des gesamten Jahres können sich die wegen einer Epidemie nach Perugia übersiedelten zwölf Kardinäle, die in Guelfen und Ghibellinen gespalten sind, nicht auf einen Nachfolger einigen.
- 13. Februar: Robert Winchelsey wird Erzbischof von Canterbury. Er folgt dem Ende des Vorjahres verstorbenen Johannes Peckham als unumstrittener Kandidat nach.
- Bernhard von Kamenz folgt dem am 6. März verstorbenen Withego von Furra als Bischof von Meißen.
- 12. März: Bernhard von Prambach gründet als Bischof von Passau das Stift Engelszell.
- Konrad II. von Wardenberg wird Fürstbischof von Minden als Nachfolger des am 4. Mai verstorbenen Volkwin V. von Schwalenberg.
- Meister Eckhart hält zwischen dem 14. September und dem 9. Oktober als Baccalaureus der Theologie in Paris zum Beginn des akademischen Jahres 1293/94 die Collatio in libros Sententiarum.
- 8. Oktober: Nach dem Tod von Friedrich von Fronau wird Adalbert von Fohnsdorf zu seinem Nachfolger als Bischof von Chiemsee ernannt.
- 7. November: Der Dominikaner Dietrich von Freiberg wird Provinzial der deutschen Ordensprovinz Teutonia.
- Der Wormser Bischof Eberhard von Strahlenberg inkorporiert die Kirche St. Cyriakus in Eppstein dem Cyriakusstift Neuhausen.
- Der Inquisitor und Ordensschriftsteller der Predigerbrüder Bernhard Gui lehrt Theologie in Albi.

### Katastrophen
- Erdbeben in der Sagami-Bucht (Japan) mit etwa 22.000 Toten

## Geboren

### Geburtsdatum gesichert
- 8. März: Kitabatake Chikafusa, japanischer Staatsmann, Feldherr und Historiograph († 1354)
- 17. November: Philipp V. der Lange, Sohn Philipps IV. und Bruder Ludwigs X., König von Frankreich († 1322)
- 29. November: Mathilde von Hennegau, Herzogin von Athen und Fürstin von Achaia († 1331)

### Genaues Geburtsdatum unbekannt
- Februar: Klementine von Ungarn, Königin von Frankreich und Navarra und Gräfin der Champagne († 1328)
- Beatrix von Kastilien, Königin von Portugal und Prinzessin von Kastilien († 1359)
- Jacopo de Dondi, italienischer Arzt, Astronom und Uhrmacher († 1359)
- Jan van Ruysbroek, flämischer Theologe und Schriftsteller († 1381)
- Philipp VI., König von Frankreich († 1350)
- Ulrich I., Landgraf von Leuchtenberg († 1334)
- Wacław von Płock, Herzog von Masowien in Płock († 1336)

## Gestorben

### Todesdatum gesichert
- 13. Februar: Obizzo II. d’Este, Signore von Ferrara, Modena und Reggio nell’Emilia (* um 1247)
- 19. Februar: Elisabeth von Hessen, Gräfin von Sayn (* 1269)
- 6. März: Withego von Furra, Bischof von Meißen
- 3. April: Rudolf II. von Habsburg-Laufenburg, Bischof von Konstanz
- 2. Mai: Meir von Rothenburg, deutscher Rabbiner und Talmudgelehrter (* um 1215)
- 4. Mai: Volkwin V. von Schwalenberg, Bischof von Minden (* um 1240/45)
- 12. Mai: Heinrich IV. von Kuenring-Weitra, Ministerialadeliger in Ostarrîchi (* um 1220)
- 12. Mai: Thomas Bek, Bischof von St Davids
- 14. Mai: Agnes von Görz und Tirol, Markgräfin von Maißen und Landgräfin von Thüringen
- 29. Juni: Heinrich von Gent, Doctor solemnis, flämischer Philosoph und Theologe
- 20. Juli: Heinrich II. von Burgau, Markgraf von Burgau
- 8. Oktober: Friedrich von Fronau, Bischof von Chiemsee
- 12. Oktober: Edelin, Abt des Klosters Weißenburg
- 10. November: Isabel de Redvers, englische Adelige (* 1237)
- 16. November: Eberhard von Strahlenberg, Bischof von Worms

### Genaues Todesdatum unbekannt
- Dezember: al-Malik al-Aschraf Salah ad-Din Chalil, Sultan der Mamluken
- David VI., König von Georgien (* 1228)
- Philipp II., Adliger des Hauses Falkenstein
- Stig Andersen Hvide d. Ä., dänischer Marschall
- Hugh de Turberville, englischer Ritter und Militär